# Gasprijs
De gasprijs is de prijs voor aardgas op de spotmarkt meestal uitgedrukt in dollars. 
Net als bij aardolie zijn er verschillende soorten gas, bijvoorbeeld hoog- en laagcalorische gas, maar er zijn geen speciale namen voor gassoorten wat bij de olie wel gebruikelijk is.

## Wereldhandel
Aardgas wordt verhandeld als gas en als vloeistof (lng). Het meeste gas wordt getransporteerd met pijplijnen en er zijn diverse regionale gasmarkten in de wereld. De prijsontwikkeling in de Verenigde Staten wijkt daarom af van die in Europa omdat er geen pijplijn ligt tussen de continenten. Voor vloeibaar aardgas geldt dit minder. Gastankers kunnen grote afstanden afleggen en verbinden belangrijke gasproducenten, denk aan het Midden-Oosten of Australië, met consumenten in bijvoorbeeld Japan of Spanje. Aan het vloeibaar maken van aardgas zijn kosten verbonden waardoor de prijs van lng veelal hoger is dan die van aardgas uit een pijplijn. Het aandeel van lng in de internationale gashandel neemt desondanks toe. In 2010 was de wereldwijde internationale gashandel 738 miljard m³, waarvan 41% in de vorm van lng. In 2020 was dit aandeel gestegen naar 52%.

## Prijsvorming
De prijs van aardgas komt tot stand door vraag en aanbod op een markt. Gas kent vele toepassingen, het wordt gebruikt als brandstof voor verwarming en de opwekking van elektriciteit, maar ook in de industrie als grondstof voor de productie van kunstmest. Bij de prijsvorming spelen seizoeneffecten een rol, in een koude winter is de vraag naar gas hoog voor de verwarming en in de zomer laag. Gas is een relatief schone brandstof, weinig uitstoot van koolstofdioxide, en veel elektriciteitscentrales die steenkool gebruikten zijn gesloten waarvoor gasgestookte centrale in de plaats zijn gekomen.
Afhankelijk van de markt wordt de prijs van aardgas uitgedrukt in volumetermen of per energie-inhoud. Gangbare volume eenheden zijn 1000 kubieke voet of kubieke meter en de British thermal unit (Btu) is een veelgebruikte eenheid van energie naast kilowattuur. Op de Europese gasmarkt wordt de gasprijs uitgedrukt in megawattuur. Als vuistregel voor de omrekening is een (1) megawattuur gelijk aan 100 m³ aardgas.
Voor internationale LNG-contracten bestaan drie prijsstelsels:
- aardolie geïndexeerde contracten, voornamelijk gebruikt in Japan, Korea, Taiwan en China;
- olie, olieproducten en andere energiedragers als indexbasis, voornamelijk gebruikt in Europa;
- marktcontracten, vrije prijsvorming op basis van vraag en aanbod, in de Verenigde staten en het Verenigd Koninkrijk.

In de onderstaande tabel staan de gasprijzen voor lng en aardgas voor drie grote regionale markten. In de laatste kolom staat de gemiddelde olieprijs voor de 38 landen van de Organisatie voor Economische Samenwerking en Ontwikkeling (OESO) weergegeven. Vanaf 2010 is de gasprijs in de Verenigde Staten sterk gedaald en is het prijsverschil met Europa toegenomen. Dit is voornamelijk een gevolg van de verhoogde productie van schaliegas door middel van fracking die in de prijzen zichtbaar werd. 
| Jaar | lng Japan | Gemiddelde importprijs Duitsland | Nederland TTF | VS, Henry Hub | Ruwe olie, OESO, CIF |
| ---- | --------- | -------------------------------- | ------------- | ------------- | -------------------- |
| 1984 | 5,10      | 4,00                             |               |               | 5,00                 |
| 1985 | 5,23      | 4,25                             |               |               | 4,75                 |
| 1986 | 4,10      | 3,93                             |               |               | 2,57                 |
| 1987 | 3,35      | 2,55                             |               |               | 3,09                 |
| 1988 | 3,34      | 2,22                             |               |               | 2,56                 |
| 1989 | 3,28      | 2,00                             |               | 1,70          | 3,01                 |
| 1990 | 3,64      | 2,78                             |               | 1,64          | 3,82                 |
| 1991 | 3,99      | 3,23                             |               | 1,49          | 3,33                 |
| 1992 | 3,62      | 2,70                             |               | 1,77          | 3,19                 |
| 1993 | 3,52      | 2,51                             |               | 2,12          | 2,82                 |
| 1994 | 3,18      | 2,35                             |               | 1,92          | 2,70                 |
| 1995 | 3,46      | 2,43                             |               | 1,69          | 2,96                 |
| 1996 | 3,66      | 2,50                             |               | 2,76          | 3,54                 |
| 1997 | 3,91      | 2,66                             |               | 2,53          | 3,29                 |
| 1998 | 3,05      | 2,33                             |               | 2,08          | 2,16                 |
| 1999 | 3,14      | 1,86                             |               | 2,27          | 2,98                 |
| 2000 | 4,72      | 2,91                             |               | 4,23          | 4,83                 |
| 2001 | 4,64      | 3,67                             |               | 4,07          | 4,08                 |
| 2002 | 4,27      | 3,21                             |               | 3,33          | 4,17                 |
| 2003 | 4,77      | 4,06                             |               | 5,63          | 4,89                 |
| 2004 | 5,18      | 4,30                             |               | 5,85          | 6,27                 |
| 2005 | 5,80      | 5,83                             | 6,07          | 8,79          | 8,74                 |
| 2006 | 6,86      | 7,87                             | 7,46          | 6,76          | 10,66                |
| 2007 | 7,47      | 7,99                             | 5,93          | 6,95          | 11,95                |
| 2008 | 12,24     | 11,60                            | 10,66         | 8,85          | 16,76                |
| 2009 | 8,73      | 8,53                             | 4,96          | 3,89          | 10,41                |
| 2010 | 10,54     | 8,03                             | 6,69          | 4,39          | 13,47                |
| 2011 | 14,37     | 10,49                            | 9,18          | 4,01          | 18,56                |
| 2012 | 16,17     | 10,93                            | 9,37          | 2,76          | 18,82                |
| 2013 | 15,54     | 10,73                            | 10,52         | 3,71          | 18,25                |
| 2014 | 15,74     | 9,11                             | 8,11          | 4,35          | 16,80                |
| 2015 | 10,12     | 6,72                             | 6,45          | 2,60          | 8,77                 |
| 2016 | 6,77      | 4,93                             | 4,53          | 2,46          | 7,04                 |
| 2017 | 7,85      | 5,62                             | 5,71          | 2,96          | 8,97                 |
| 2018 | 9,74      | 6,66                             | 7,88          | 3,12          | 11,68                |
| 2019 | 9,75      | 5,03                             | 4,46          | 2,51          | 10,82                |
| 2020 | 7,64      | 4,06                             | 3,13          | 1,99          | 7,27                 |
| 2021 | 9,90      | 8,94                             | 15,67         | 3,84          | 11,82                |
| 2022 | 16,86     | 24,17                            | 37,09         | 6,38          |                      |
| 2023 | 13,24     |                                  | 12,87         | 2,53          |                      |
| 2024 | 11,73     |                                  | 10,89         | 2,25          |                      |